# Elias Harris
Elias John Michael Harris (* 6. Juli 1989 in Speyer) ist ein deutscher Basketballspieler. Er steht beim FC Bayern München in der Basketball-Bundesliga unter Vertrag.

## Karriere
Der 2,03 m große und 108 kg schwere Harris begann seine Basketballkarriere bei SG TV Dürkheim/BI Speyer und spielte somit auch für die Jugendmannschaften des Basketballinternates Speyer. Der als großes Talent geltende Harris schaffte durch gute Leistungen auch den Sprung in die erste Mannschaft, für die er zunächst in der 1. Regionalliga spielte. In der Saison 2006/07 wurde er sogar als Doppellizenzspieler in den Kader der BG Karlsruhe in der höchsten Spielklasse Basketball-Bundesliga aufgenommen, aber in keinem Spiel eingesetzt. Bei den in die ProB aufgestiegenen BIS Baskets Speyer entwickelte sich Harris, der altersmäßig bis 2008 eigentlich noch mit der Nachwuchsmannschaft des Internats in der Nachwuchs-Basketball-Bundesliga spielte, vor allem durch eine aggressive Spielweise und Reboundstärke zu einem Leistungsträger der Herren-Mannschaft. In seiner Abschlusssaison 2008/09 erreichte Harris durchschnittlich 20,9 Punkte und 9,2 Rebounds pro Spiel.
Zusammen mit erstligaerfahrenen Spielern wie Robin Benzing nahm Harris im Juli 2009 auch an der U20-Europameisterschaft teil, wo er es auf 14,0 Punkte und 6,4 Rebounds pro Partie brachte und damit großen Anteil am Verbleib der deutschen Auswahl in der Division A hatte. Diese Leistungen waren auch ein erheblicher Grund dafür, dass ihn Bundestrainer Dirk Bauermann anschließend für die EM-Endrunde der Herren 2009 in Polen nominierte, wo Harris als Ergänzungsspieler zum Einsatz kam und durchschnittlich 2,2 Punkte erzielte. Seine Bestmarke erreichte der heute 36-jährige Harris bei der Gruppenpartie gegen Mazedonien am 21. August 2009. Dort erzielte er 13 Punkte. Während der Sommerpause 2009 gab Harris anschließend seinen Wechsel in den US-Hochschulsportverband NCAA zur Gonzaga University, wo bereits NBA-Akteure wie John Stockton oder Ronny Turiaf ausgebildet wurden, bekannt. Am 14. Januar 2010 stellte Harris in der Partie gegen Saint Mary’s Gaels seine persönlichen NCAA-Bestmarke von 31 Punkten auf.
Beim NBA-Draftverfahren 2013 wurde Harris nicht berücksichtigt. Kurz darauf bekam er bei den Los Angeles Lakers die Chance, sich in der NBA Summer League für einen langfristigen Vertrag zu empfehlen. Am 26. Juli 2013 unterzeichnete Harris schließlich einen Zweijahresvertrag bei den Lakers. Bei den Kaliforniern setzte sich Harris jedoch nicht endgültig durch und kam nur zu zwei Kurzeinsätzen in der NBA, die ohne Punkte blieben. Die Lakers entschlossen sich daher, Harris für das Farmteam Los Angeles D-Fenders aus der NBA Development League spielen zu lassen. Er bestritt nur eine Partie für die Mannschaft (18 Punkte, zwei Rebounds). Ende November 2013 trennten sich die Lakers endgültig von Harris.
Am 12. Dezember 2013 unterschrieb Harris bei den Brose Baskets einen Zweijahresvertrag mit Ausstiegsklausel für die NBA im nachfolgenden Sommer. Im April 2015 wurde sein Vertrag in Bamberg bis zum Ende der Saison 2016/17 verlängert. Harris, der inzwischen Kapitän der Bamberger Mannschaft geworden war, unterzeichnete im März 2017 eine Vertragsverlängerung mit dem Bundesligisten bis zum Ende der Saison 2019/20. Anfang April 2020 weigerte er sich als einziger Profi seines Vereins, im Rahmen der von Brose Bamberg angemeldeten Kurzarbeit wegen der Coronaviruskrise auf 50 Prozent seines Gehalts zu verzichten, woraufhin ihm von Bambergs Aufsichtsratsvorsitzenden Michael Stoschek vorgeworfen wurde, seiner Rolle als Vorbild nicht gerecht zu werden. Dieser Sichtweise widersprach Harris’ Rechtsanwalt und nannte die Vorwürfe Stoscheks „inhaltlich falsch“. Harris, der seit 2013 mit Bamberg dreimal deutscher Meister sowie zweimal Pokalsieger wurde, verließ den Verein im Sommer 2020, nachdem sein Vertrag nicht verlängert worden war.
Im September 2020 gab Bundesligist MHP Riesen Ludwigsburg die Verpflichtung Harris’ bekannt. In elf Bundesliga-Spielen für Ludwigsburg war Harris mit 15,6 Punkten je Begegnung zweitbester Korbschütze der Mannschaft, Anfang Januar 2021 nutzte er eine Ausstiegsklausel und wechselte in die spanische Liga ACB zu Casademont Zaragoza. Er stand bis zum Ende des Spieljahres 2020/21 in 19 ACB-Partien auf dem Feld und verbuchte im Schnitt 13,3 Punkte sowie 4,4 Rebounds.
Im Juni 2021 wurde er als Neuzugang der japanischen Mannschaft San-En Neo Phoenix verkündet. In der japanischen B1-Liga kam er in der Saison 2021/22 in 43 Einsätzen auf Mittelwerte von 17,5 Punkten, 6,6 Rebounds sowie 2,4 Korbvorlagen je Begegnung. Im Juli 2022 gab Bundesligist FC Bayern München Harris’ Verpflichtung bekannt. 2024 wurde er mit München deutscher Meister und Pokalsieger. 2025 gewann man wieder die deutsche Meisterschaft, allerdings zog sich Harris im Halbfinale eine schwere Knieverletzung zu und kam deshalb anschließend in der Saison 2024/25 nicht mehr zum Einsatz.

## Erfolge
- Deutscher Meister – 2015, 2016, 2017 (mit Bamberg), 2024, 2025 (mit München)
- Deutscher Pokalsieger – 2017, 2019 (mit Bamberg), 2024 (mit München)
- Pro B – Nachwuchsspieler des Jahres (2008)[24]
- Pro B – Nachwuchsspieler des Monats Oktober (2007) und Januar (2009)[25]
- NBBL All-Star (2007, 2008)
- MVP des NBBL-Allstar Games (2007, 2008)[26]

## Statistiken

### Basketball-Bundesliga

#### Hauptrunde
| Saison  | Team        | GP | GS | MPG  | FG % | 3P % | FT % | RPG | APG | SPG | BPG | PPG  |
| ------- | ----------- | -- | -- | ---- | ---- | ---- | ---- | --- | --- | --- | --- | ---- |
| 2020–21 | Ludwigsburg | 11 | 11 | 24.0 | .582 | 0    | .754 | 4.9 | 1.0 | .8  | .3  | 15.5 |

Quelle: basketball-stats.de (Stand: 29. August 2021)

### Liga ACB (Spanien)

#### Hauptrunde
| Saison  | Team     | GP | GS | MPG  | FG % | 3P % | FT % | RPG | APG | SPG | BPG | PPG  |
| ------- | -------- | -- | -- | ---- | ---- | ---- | ---- | --- | --- | --- | --- | ---- |
| 2020–21 | Zaragoza | 19 | 14 | 22.8 | .612 | .400 | .920 | 4.4 | 1.4 | .6  | .2  | 13.3 |

Quelle: basketball-stats.de (Stand: 29. August 2021)

## Familie
Harris’ aus den Vereinigten Staaten stammender Vater Mike spielte Basketball an der Harris-Stowe University in St. Louis (US-Bundesstaat Missouri). Er kam als Soldat nach Deutschland und spielte in Speyer Basketball, ehe er nach der Trennung von seiner deutschen Frau (Elias Harris’ Mutter) in die USA zurückkehrte. Elias Harris’ Schwester Stina spielte Basketball in der 2. Bundesliga.